# Bodatorpasjön
Bodatorpasjön är en sjö i Vetlanda kommun i Småland och ingår i Emåns huvudavrinningsområde. Sjön är 5,2 meter djup, har en yta på 0,0692 kvadratkilometer och är belägen 210,9 meter över havet.

## Delavrinningsområde
Bodatorpasjön ingår i det delavrinningsområde (636939-144331) som SMHI kallar för Mynnar i Emån. Avrinningsområdets medelhöjd är 230 meter över havet och ytan är 22,42 kvadratkilometer. Det finns inga delavrinningsområden uppströms utan avrinningsområdet är högsta punkten. Vattendraget som avvattnar avrinningsområdet har biflödesordning 3, vilket innebär att vattnet flödar genom totalt 3 vattendrag innan det når havet efter 180 kilometer. Delavrinningsområdet består mestadels av skog (54 procent), öppen mark (13 procent) och jordbruk (28 procent). Avrinningsområdet har 0,28 kvadratkilometer vattenytor vilket ger det en sjöprocent på 1,2 procent.